# Ваздухопловна психологија
Ваздухопловна психологија, психологија летења, авио психологија; је грана опште психологије која се бави проучавањем психолошких особина различитих видова летачке делатности, као и зависност тих особина од многих фактора.

## Историјат
Прво интересовање за психологију летења, показао је у Русији психолог Д. Н. Церетаљев 1898. који је у Московском психолошком друштву приказао свој рад „Логика ваздухопловства“
У периоду 1898—1899. године у Првом ваздухопловном школском центру у Русији лекар С. П. Мунт почео је прва специјална физиолошка и психолошка истраживања у току лета на за то специјално опремљеном балону. Ова истраживања имала су значај за експеризу балониста.
У Француској 1914. Ками и Непер радили су прва експериментална психолошка испитивања летача, која су се огледала у испитивању просте моторне реакције.
У току Првог светског рата, са наглим развојем ваздухопловства и све учесталијих борбених дејстава, јавила се потреба за што квалитетнији психолошки одабир пилота.
Наком завршетка Првог светског рата све земље, са развијеним ваздухопловством, започеле су са психолошким испитивањем пилота и кандидата за пилоте и помоћно особље у ваздухопловству. Као главни разлог увођења ових испитивања наводи се појава великог „отпада“ за време летачке обуке.
Пред Други светски рат бројна обимна ваздухопловно-психолошка истраживања спроведена су у Немачкој и САД. Немачка формира специјални научноистраживачки институт за ваздухопловну психологију, као највећу установу те врсте у свету.
У Паризу 1953. године одржан је први специјални симпозијум психолога на коме је главна тема била посвећена методима и критеријумима за одабир летачког састава.
Развој космичке медицине, као посебне области ваздухопловне медицине, која прати здравље космонаута у току космичких истраживања, условио је и развој посебне области у ваздухопловној психологији-космичке психологије.

## Главни психолошки фактори
Главни фактори од којих зависе психолошке особине летења су;
Друштвено историјски услови
Ваздухопловна техника
Психолошке особине личности пилота и космонаута
Летачки задаци;
- тренажни летови
- контрола ваздушног простора,
- одврађање од агресије ваздухопловних снага и спречавање изненађења,
- противваздухопловна одрана територије и снага Војске
- ваздухопловна ватрена подршка,
- извиђање из ваздушног простора,
- превожење ваздушним путем,

Услови у којима се изводи летење
Врсте и методе летачке делатности

## Циљеви ваздухопловне психологије
Главни циљ ваздухопловне психологије је да проучи психолошке законе који управљају појединим видовима летења како би се они ставили под контролу и успешно искористили у ваздухопловству.
Ваздухопловна психологија изучава бројне промене физиолошких параметара повезаних са летењем а њихова сазнања и стручност примењује се у квалитетној селекцији (избору) и обуци пилота, космонаута и помоћног особља везаног за летење, како би се спречио негативни утицај многих чинилаца као што су; убрзања, катапултирање након удеса, просторна дезоријентација, хипоксија, летачки замор, стрес, исхрана, циркадијарни ритмови итд.
Брзи развој ваздухопловне технике и техничких средстава, која бивају све савршенија и ефикаснија, у сталном је сукобу са човеком који својим физиолошким ограничењима постаје лимитирајући фактор у њиховој примени. На пример, најсавршенија летелица, као што је космичка летелица, није „ергономска“ ако је човек са својим био-психо-социјалним карактеристикама не може да ефикасно користи и то постаје лимитирајући фактор техничког и технолошког развоја космичке и ваздухопловне технологије.
Да би се тај несклад између физиолошких могућности пилота и савреме техника превазишао један од битних задатака ваздухопловне психологије, заједно са другим медицинским и немедицинским струкама, је да усклади односе између човека, летелице и средине у којој се обавља летење.

### Смерови ваздухопловне психологије
Психолошка летачка експертиза
Ова област ваздухопловна психологија обухвата следеће области у селекцији летача;
- Прогностичку експертизу, или професионалну оријентацију, професионални избор и експеризу летачког састава.
- Ретроспективну експеризу, или анализу узрока који су утицали на мањи квалтет рада летача у сваком конкретном случају.

Психологија летачке обуке
Главни циљеви психологија летачке обуке је сагледавање проблема учења и стицања летачких навика, летачких вештина и давање психолошке оцене метода летачке обуке.
Психологија организације летења
Ова област ваздухопловна психологије решава питања рационализације услова летачких активности, организацију и нормирање летачке обуке.
Ергономска-психологија
Данас се ни једна савремена област у ваздухопловству на може замислити без сагледавања свих захтеве у погледу конструкције кабине авиона и земаљских уређаја, и бриге о томе да они одговарају ергономским и психолошким законитостима.